# Un petit air de fête
Pour plus de détails, voir Fiche technique et Distribution.
Un petit air de fête est un court métrage français réalisé par Éric Guirado, produit en 1999 et sorti en 2000.

## Synopsis
Jérôme, un jeune paysan, quitte sa ferme pour aller gagner un peu d'argent à Paris. Il se lie d'amitié avec La Chignole, un clochard.

## Fiche technique
- Réalisation et scénario : Éric Guirado
- Musique : Philippe Poirier
- Production : Movie Da
- Photographie : Thierry Godefroy
- Montage : Christian Cuilleron
- Durée : 35 minutes

## Distribution
- Benoît Giros : Jérôme
- Serge Riaboukine : La Chignole
- Jean-François Gallotte : Lucien
- Colette Colas

## Critique
D'après les Inrocks, c'est un film « de veine naturaliste, qui traite son sujet d’un peu trop près et avec un peu trop d’application. ».

## Distinctions
- 1999 : prix Kodak de la quinzaine des réalisateurs à Cannes[2]
- 2000 : Grand prix du jury du Festival du cinéma européen de Lille
- 2000 : Prix du jury au Festival international du court-métrage d'Uppsala (Suède)
- 2001 : César du meilleur court métrage (ex æquo avec Salam)

## Autour du film
Le réalisateur de Un petit air de fête en reprendra et développera certains aspects dans son long métrage Quand tu descendras du ciel, sorti en 2003.